# Reparacje wojenne

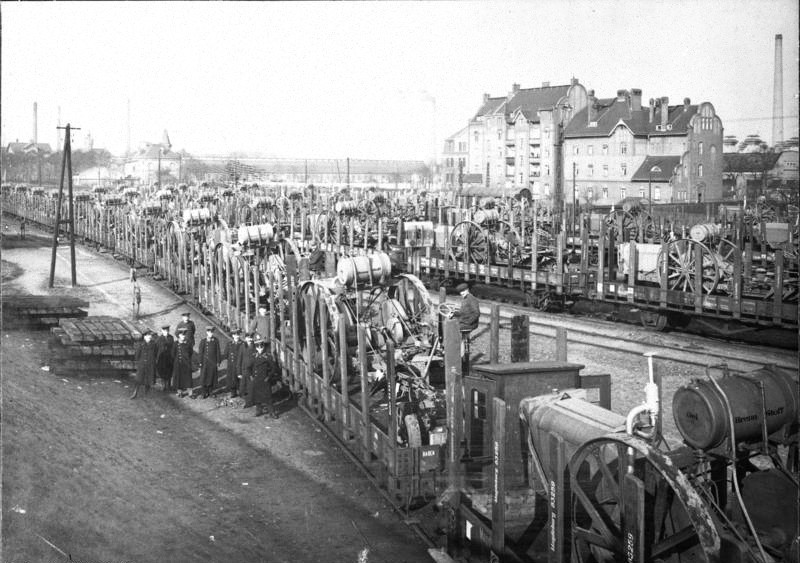
Pociągi z ładunkami stanowiącymi reparacje wojenne od Niemiec po I wojnie światowej

Reparacje wojenne (łac. reparatio „naprawa” od reparare „odzyskiwać; odnawiać”) – rekompensaty finansowe za straty i szkody spowodowane przez działania wojenne, wypłacane zaatakowanej stronie konfliktu w przypadku jej zwycięstwa bądź korzystnego dla niej rozejmu, wynikające z łamania przez napastników postanowień Konwencji haskiej z 1907 roku bądź innych aktów prawa międzynarodowego.
Do I wojny światowej odszkodowania były nakładane wedle uznania wygranych, dopiero traktat wersalski ustanowił obowiązek wypłacania rekompensat (przez Niemcy, por. też Plan Dawesa), a po II wojnie światowej uregulowały je konferencja jałtańska i konferencja poczdamska oraz pokój paryski (1947).
Reparacje dzielą się na dwa rodzaje:
- międzynarodowe – wynikające z poniesienia strat finansowych przez państwa napadnięte,
- indywidualne – wynikające ze straty zdrowia (bądź życia dla członków rodziny poszkodowanego), prześladowań lub przymusowej pracy.

Od reparacji należy odróżnić kontrybucje.
Prawo do uzyskania reparacji nie wygasa nawet przez wiele lat od zakończenia wojny. Przykładowo RFN wypłaciła ostatnią ratę reparacji za I wojnę światową w 2010 roku.